# Сеент
Сеент, или А́вон Сеент (встречается произношение Сейонт) (валл. Afon Seiont , англ. River Seiont ) — малая река длиной 14 км, протекающая в Уэльсе. Известна в первую очередь тем, что на её берегу расположены город Карнарвон (и одноимённый крупный замок), а также руины древнеримского поселения Сегонций.

## Описание
Название реки seiont, возможно, обозначало сильный или святой. Река вытекает из озера Падарн, располагающегося возле деревни Лланберис, у подножия горы Сноудон. Протекая в основном на северо-запад, впадает в пролив Менай на территории города Карнарвон, образуя естественную бухту, активно используемую местными малыми судами. В Средневековье река играла роль естественного рва, вдоль неё был построен замок Карнарвон.
Благодаря своему извилистому течению и наличию порогов, река довольно популярна в качестве места для каякинга. При этом река и её устье — популярное место для рыбной ловли, в частности на лосося. Из-за того, что рыбная ловля и гребля на недостаточно широкой реке — взаимоисключающие понятия, между местными жителями и туристами время от времени проявляются разногласия, решать которые приходится полиции, а доступ к реке для любителей каякинга официально закрыт.
Устье реки является участком особого научного значения для изучения геологических и геоморфологических особенностей.